# Pilberg
De Pilberg is het hoogste duin (34,7 meter) van de reeks paraboolduinen ten oosten van Huijbergen in de Nederlandse gemeente Woensdrecht. Het duin werd vroeger ook wel Burgemeestersduin genoemd naar de toenmalige eigenaar Burgemeester Van Agtmaal.